# Invasie van Joegoslavië

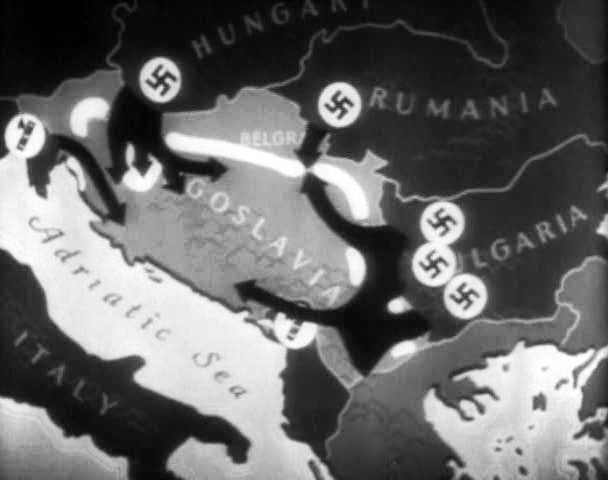
Illustratie van de As invasie van Joegoslavië uit de Why We Fight series

De Invasie van Joegoslavië (6 april - 18 april 1941), ook bekend als de Apriloorlog (Kroatisch: Travanjski rat, Servisch: Априлски рат, Bosnisch: Aprilski rat, Sloveens: Aprilska vojna) was de aanval van de asmogendheden op het Koninkrijk Joegoslavië tijdens de Tweede Wereldoorlog. De invasie eindigde met de overgave van het koninklijk leger op 18 april 1941, de bezetting van de regio door de asmogendheden en de creatie van de Onafhankelijke Staat Kroatië.

## Achtergrond
In oktober 1940 viel het fascistische Italië Griekenland binnen, maar werd teruggedreven in Albanië. De Duitse Führer Adolf Hitler kwam vervolgens zijn bondgenoot Benito Mussolini te hulp. Hij deed dit niet alleen om het aanzien van de asmogendheden te herstellen, maar ook om te voorkomen dat het Verenigd Koninkrijk de kans kreeg om de Roemeense olievelden te bombarderen, waar Duitsland de meeste aardolie vandaan haalde.
Nadat Hongarije, Roemenië en Bulgarije zich hadden aangesloten bij de asmogendheden voerde Hitler druk uit op Joegoslavië om zich ook bij het driemogendhedenpact te voegen. Regent prins Paul van Joegoslavië zwichtte onder de druk op 25 maart 1941. Twee dagen later vond er een staatsgreep plaats en Peter II, die nog maar 17 jaar was, werd door het leger op de troon gezet om zijn oom de regent te vervangen. Deze onverwachte gebeurtenis maakte dat Hitler besloot samen met bondgenoten Joegoslavië binnen te vallen.

## Invasie
Vanaf 6 april vielen de vijandige legers het land binnen. De Duitse Luftwaffe bombardeerde Belgrado. Het Duitse leger viel als eerste aan, enkele dagen later gevolgd door Italiaanse en Hongaarse troepen. Koning Boris III van Bulgarije zette geen troepen in met als argument dat hij deze nodig had om het Duitse twaalfde leger tegen Turkije te beschermen. Ook Roemenië hield zich zo buiten de strijd.

## Joegoslavische leger
Het Koninklijke Joegoslavische leger was gevormd na de Eerste Wereldoorlog en uitgerust met wapens en materiaal uit die periode, hoewel enige modernisering intussen op gang was gekomen.
Albanië · 
België · 
Denemarken · 
Frankrijk · 
Griekenland · 
Hongarije · 
Italië · 
Joegoslavië · 
Kanaaleilanden · 
Luxemburg · 
Monaco · 
Nederland · 
Noorwegen · 
Oekraïne · 
Oostenrijk · 
Ostland (Estland · Letland · 
Litouwen · Wit-Rusland) · 
Polen · 
San Marino · 
Tsjecho-Slowakije